# Johann Wilhelm Sturm
Johann Wilhelm Sturm (19 de julio de 1808 en Núremberg - 7 de enero de 1865, ibid.) fue un botánico, ornitólogo y grabador alemán.

## Vida y obra
El padre de Johann Wilhelm era el naturalista y grabador Jacob Sturm y su hermano, el artista y ornitólogo Johann Heinrich Christian Friedrich Sturm (1805-1862). Wilhelm Sturm logra principalmente celebridad a través de sus escritos sobre criptógamas vasculares, por otra parte, publicó un trabajo sobre El helecho en la flora de Chile. También participó en la publicación de la Flora Brasiliensis de Martius, donde trabajó en algunas plantas de familias criptógamas. Él continuó con la publicación del trabajo más importante de su padre, Deutschlands Flora in Abbildungen nach der Natur mit Beschreibungen [Flora de Alemania en ilustraciones de la naturaleza, y descripciones] (Núremberg, [1796-]1798-1848[-1862]), contiene 2.472 grabados en 160 partes, cada una mide solo 13-15 cm de altura, con descripciones textuales de eminentes botánicos como Schreber, Hoppe, Reichenbach, y Koch.
- La abreviatura «J.W.Sturm» se emplea para indicar a Johann Wilhelm Sturm como autoridad en la descripción y clasificación científica de los vegetales.[2]

## Literatura
- Ernst Wunschmann: Sturm, Jakob. In: Allgemeine Deutsche Biographie (ADB). Band 37, Duncker & Humblot, Leipzig 1894, S. 20 f.
- Erika Bosl: Sturm, Johann Wilhelm. In: Karl Bosl (eds.) Bosls bayerische Biographie. Pustet, Regensburg 1983, ISBN 3-7917-0792-2, p. 765 (en línea).
- Johann Wilhelm Sturm. In: Ulrich Thieme, Felix Becker u. a.: Allgemeines Lexikon der Bildenden Künstler von der Antike bis zur Gegenwart, v. 32, E. A. Seemann, Leipzig 1938.